# Regime de Umidade do Solo (RUS)
O Regime de Umidade do Solo (RUS) refere-se à categorias que tipificam o regime de água em um dado ambiente, de acordo com as condições de saturação por água do solo e, assim, a água disponível no solo para as plantas durante os períodos específicos do ano. É um recurso da Taxonomia de Solos dos Estados Unidos (U. S. Soil Taxonomy).

## Categorias
Áquico
A saturação do solo com água causa a ausência de oxigênio (anoxia) por períodos de tempo suficiente para apresentar evidências de má aeração e redução do ferro (gleização e mosqueados).
Údico
Os teores de água do solo são suficientemente altos para atender às necessidades das plantas durante o ano todo, na maioria dos anos. Em geral é típico de ambientes úmidos cuja precipitação é bem distribuída ao longo do ano.
O termo perúdico é usado para indicar um regime extremamente úmido, com excesso de umidade suficiente para causar lixiviação ao longo de todos os meses do ano.
Ústico
Os teores de água do solo são intermediários entre os regimes Údico e Arídico; geralmente, há um pouco de umidade disponível para as plantas durante um período de crescimento, mesmo ocorrendo períodos significativos de seca.
Arídico
O solo permanece seco durante ao menos metade da estação de crescimento das plantas e úmido por menos de 90 dias consecutivos. Este regime é característico de ambientes áridos e semi-aridos.
O termo tórrico é usado para indicar a mesma condição de umidade em certos solos que são quentes e secos no verão, embora não sejam quentes no inverno.
Xérico
Esse regime de umidade do solo é comum em regiões com clima do tipo mediterrânico, nas quais os invernos são frios + úmidos enquanto os verões são quentes + secos. Da mesma forma que o regime Ústico, é caracterizado por ter longos períodos de seca no verão.